# Palisades Park
Palisades Park är en låt skriven av Chuck Barris, och inspelad av Freddy Cannon 1962. Titeln kommer från New Jersey Palisades mitt emot Manhattan i New York där det vid tiden låg en nöjespark. När Chuck Barris tittade ut över platsen kom han att döpa låten efter parken.
Låten handlar om en man som har en kul kväll på ett nöjesfält och i texten nämns flera attraktioner som loop, karusell, kärlekstunnel och pariserhjul. Den innehåller en prominent elorgelslinga och även ljud av en berg- och dalbana.
1976 spelades låten in av The Beach Boys till deras album 15 Big Ones.

## Listplaceringar
| Lista (1962)   | Position                |
| -------------- | ----------------------- |
| Kanada         | 2 (CHUM Hit Parade)     |
| Nya Zeeland    | 2 (Lever Hit Parade)    |
| Storbritannien | 20 (UK Singles Chart)   |
| Sverige        | 16 (Radio Nord Topp 20) |
| Sverige        | 11 (Kvällstoppen)       |
| Sverige        | 7 (Tio i topp)          |
| USA            | 3 (Billboard Hot 100)   |